# 10271 Dymond
10271 Dymond è un asteroide della fascia principale. Scoperto nel 1980, presenta un'orbita caratterizzata da un semiasse maggiore pari a 2,2793159 au e da un'eccentricità di 0,2475073, inclinata di 6,20826° rispetto all'eclittica.